# 진주보건대학교
진주보건대학교(晋州保健大學校, Jinju Health College)는 대한민국 경상남도 진주시에 위치한 사립 전문대학이다.

## 연혁
1971년 12월 23일, 학교법인 한가람학원의 정종권에 의하여 진주간호학교를 설립한다. 이듬해 3월 20일 개교하였다. 1979년 3월, 전문대학으로 개편되며 진주간호전문대학으로 교명을 변경한다. 1981년 10월, 진주간호보건전문대학으로 교명을 변경했다. 1999년 2월, 진주보건대학으로 교명을 변경한다. 2011년 11월, 진주보건대학교로 교명을 변경하여 현재에 이르고 있다.
한편 2018년, 교육부의 대학기본역량진단 결과 역량강화대학으로 지정된 바 있다.

## 교육편제
진주보건대학교는 8개 전공을 편제하고 전문학사 학위 과정을 교수하고 있다.

## 캠퍼스 풍경
진주보건대학교는 경상남도 소재 사립 대학으로, 상봉동에 캠퍼스가 소재한다. 캠퍼스 동부 방면에서 의병로와 접속되어 캠퍼스로 접근이 가능하다. 캠퍼스 내 약 6동의 건축물이 위치하고 있다.